# Грунь (Ахтырский район)
Грунь (укр. Грунь) — село,
Груньский сельский совет,
Ахтырский район,
Сумская область,
Украина.
Код КОАТУУ — 5920382401. Население по переписи 2001 года составляет 2220 человек.
Является административным центром Груньского сельского совета, в который, кроме того, входят сёла
Аврамковщина и
Шолудьки.

## Географическое положение
Село Грунь находится на берегу реки Грунь,
выше по течению на расстоянии в 3 км расположено село Пластюки,
ниже по течению на расстоянии в 1,5 км расположено село Шенгариевка (Зеньковский район).
На расстоянии до 2-х км расположены сёла Бурячиха, Шолудьки и Бандуры.

## Происхождение названия
Название села Грунь происходит от название местности «груни», что обозначает «горб, глина».

## История
- 1665 год — первое упоминание[3].
- 1681 год — земли по реке Груне царскою грамотой пожалованы племяннику гетмана Самойловича Василию Михайлову. В селе построена церковь.

## Экономика
- Свино-товарная ферма.
- ООО «1-е Мая».
- Вспомогательная школа-интернат для детей с отставанием в умственном и физическом развитии.

## Объекты социальной сферы
- Детский сад.
- Школа.
- Народный музей Остапа Вишни.

## Известные люди
- Остап Вишня (Губенко Павел Михайлович) (1889—1956) — украинский писатель, юморист и сатирик, родился в хуторе Чечва около села Грунь.
- Дехтяренко Андрей Николаевич (1909—1942) — Герой Советского Союза, родился в селе Грунь.
- Антон Велбой (украинский исполнитель музыки) (09.06.2000)